# Fileteado

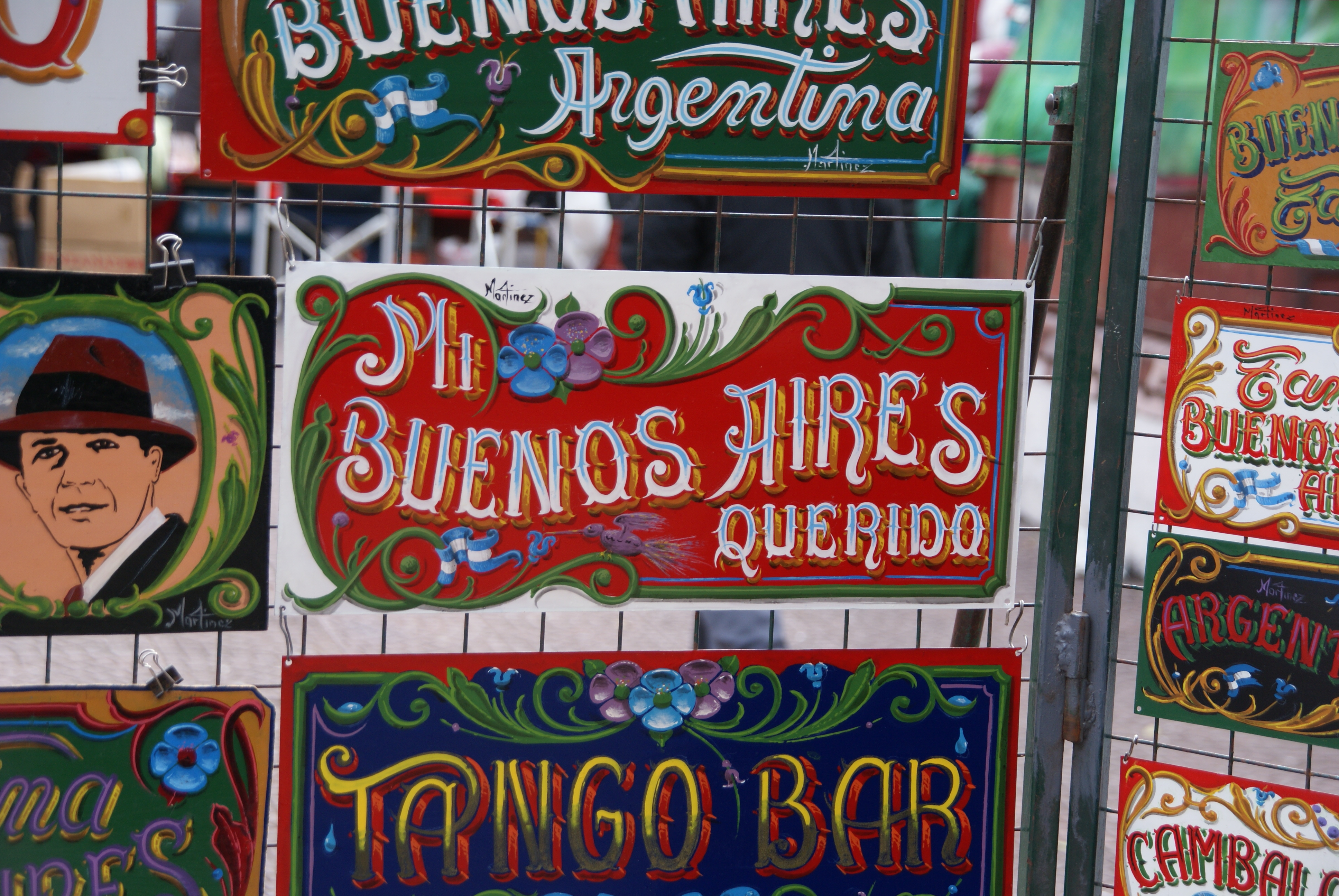
Exemple de fileteado, comportant typiquement des inscriptions sur Buenos Aires, le tango et Carlos Gardel.

Le fileteado est un style de peinture et de dessin décoratif typique de la ville de Buenos Aires, en Argentine. Il se caractérise par des lignes en spirales et en coup de fouet, par la vivacité de ses teintes, par un agencement souvent symétrique, par la suggestion du relief au moyen d’ombres et d’artifices de la perspective, et par la surcharge de l'espace. Son répertoire décoratif inclut des motifs stylisés principalement à base de feuilles, d’animaux, de cornes d’abondance, de fleurs, de banderoles et de pierres précieuses. D’ordinaire, les œuvres de fileteado renferment aussi quelque devise ingénieuse, couplet poétique ou aphorisme facétieux, émouvant ou philosophique, parfois écrit en lunfardo, avec des lettres ornementées, généralement gothiques ou cursives.
Ce style, qui naquit dans la ville de Buenos Aires vers la fin du XIXe siècle, servait à l’origine de simple ornementation destinée à embellir les voitures de charge à traction animale pour le transport des denrées, mais devint au fil du temps un art pictural particulier à cette ville, au point d’en être devenu l’un des emblèmes iconographiques les plus reconnaissables. Bon nombre parmi les pratiquants de cet art étaient issus des différentes familles d’immigrants européens débarqués à Buenos Aires et porteurs d’éléments artistiques distincts, lesquels allaient ensuite se combiner avec ceux du fonds criollo local, pour engendrer ce style typiquement argentin.
En 1970 fut organisée la première exposition de filete, événement à la suite duquel l’on commença à reconnaître son intérêt comme forme d’art spécifique de Buenos Aires, son domaine d’utilisation tendant alors à englober toutes espèces de surfaces ou d’objets.

« Si Discépolo a dit que le tango est une pensée triste qui se danse, le filete est une pensée gaie qui se peint. »

— Ricardo Gómez, fileteador.

## Histoire

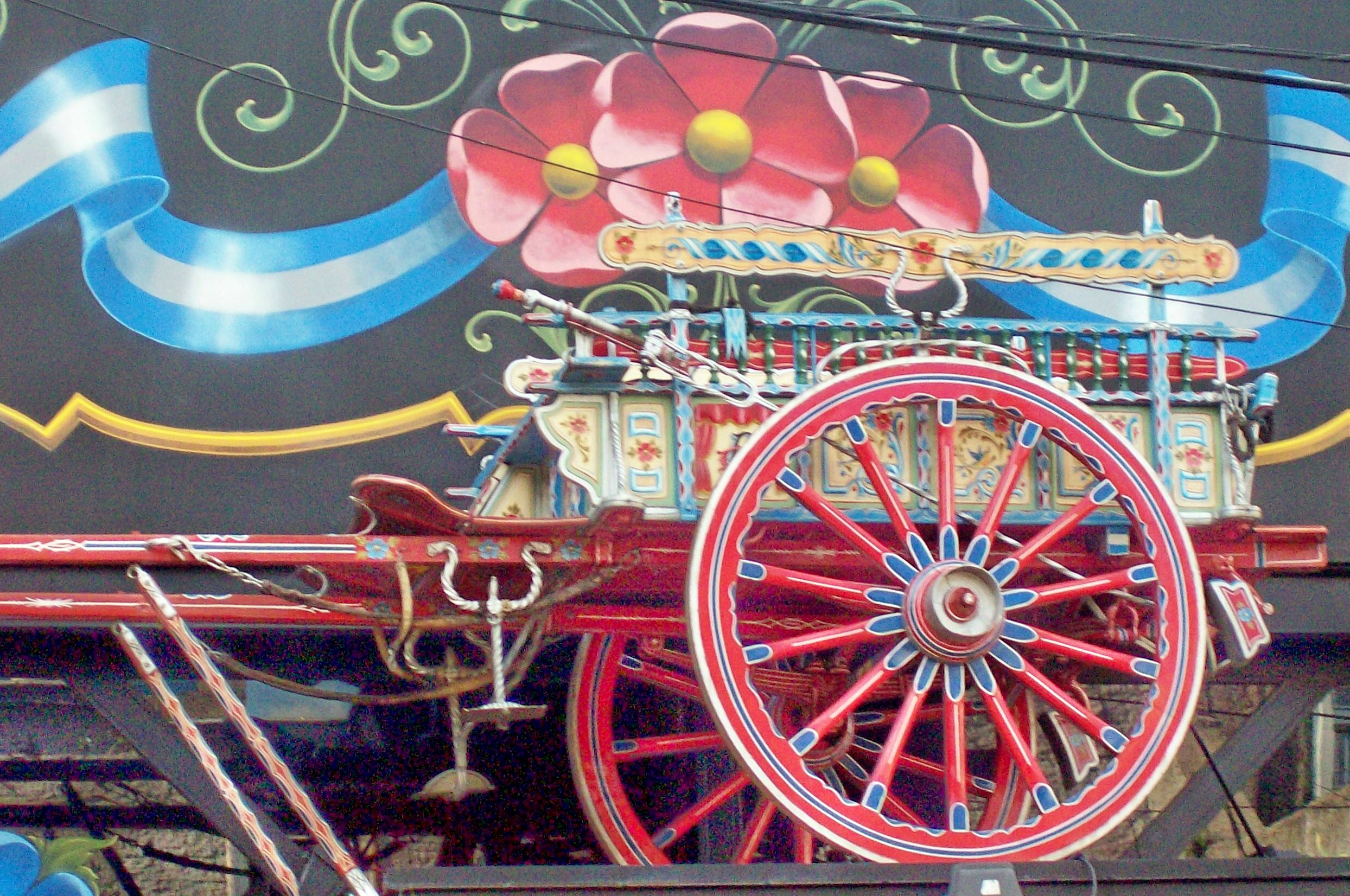
Charrette ornée de fileteado en exposition.

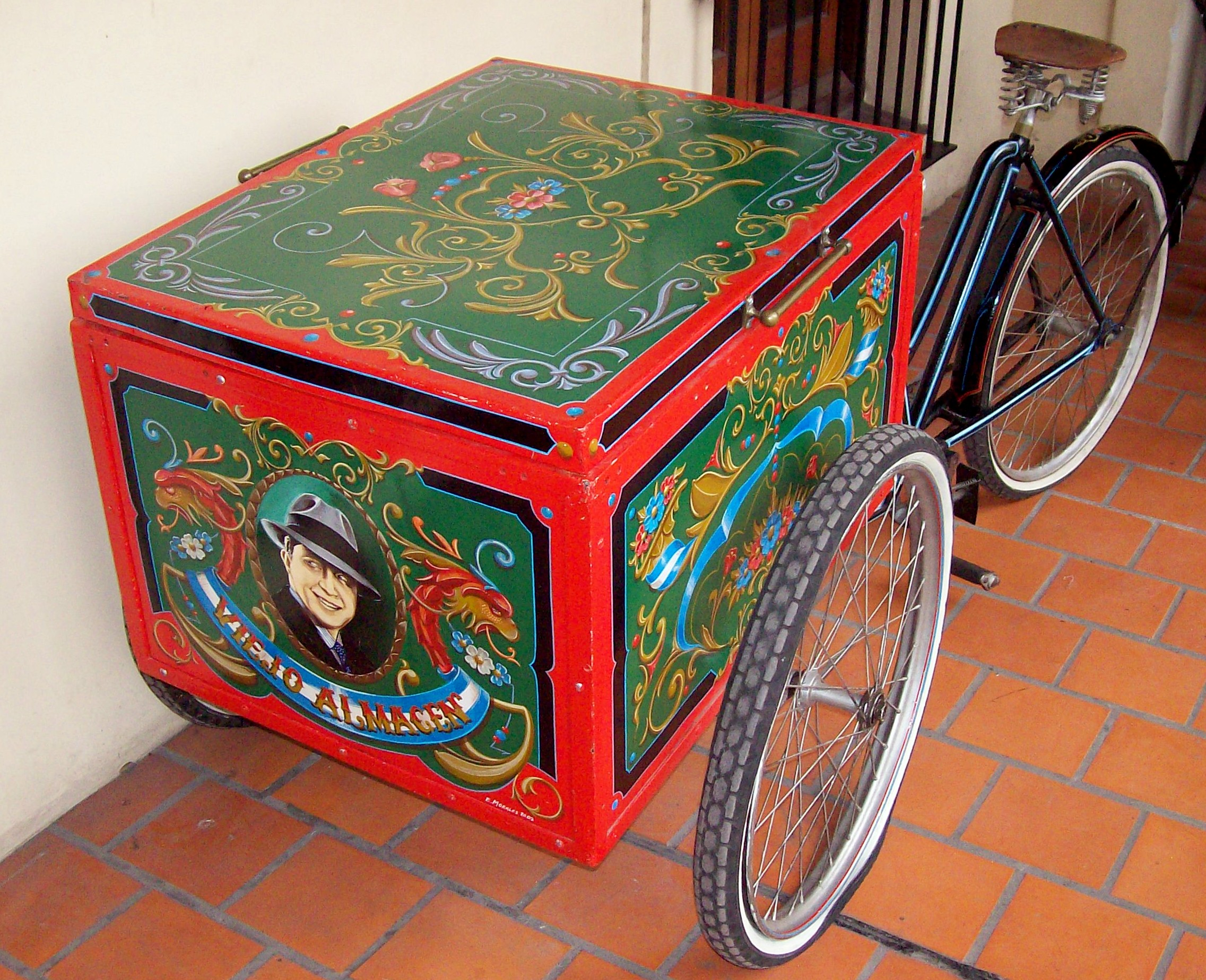
Triporteur

Le fileteado trouve son origine dans les anciens chariots à chevaux, uniformément peints en gris « municipal », qui servaient autrefois, vers la fin du XIXe siècle, au transport des denrées alimentaires telles que lait, fruits, légumes et pain.
Le fileteador Enrique Brunetti a rapporté l’anecdote suivante. Dans un atelier de carrosserie situé Avenida Paseo Colón, qui à cette époque formait la limite entre la ville de Buenos Aires et son port, travaillaient, à des tâches mineures, deux enfants d’origine italienne et de milieu modeste, mais appelés à devenir d’éminents fileteadores : Vicente Brunetti (père d’Enrique mentionné ci-haut) et Cecilio Pascarella, âgés de dix et treize ans respectivement. Un jour, le patron leur demanda de donner un coup de peinture à un des chariots, qui en ce temps-là étaient entièrement peints en gris. Que ce fût par bravade ou seulement pour tenter une expérience, il est un fait qu’ils se hasardèrent à peindre en rouge les arêtes et les biseaux du chariot, et que cette idée plut à leur patron. Mieux, à partir de ce jour, d’autres clients souhaitèrent que les bords de leurs chariots fussent mis en couleur, ce qui incita d’autres entreprises de carrosserie à imiter l’idée à leur tour. C’est ainsi que, selon Enrique Brunetti, prit naissance l’habitude de décorer les chariots ; l’étape suivante fut de colorier également les panneaux de ces voitures en les garnissant de moulures peintes ou de filets (en esp. filete, d’où filetear, doter de filets) de différentes grosseurs.
L’innovation suivante consista à inclure des cartouches portant le nom du propriétaire, son adresse et la catégorie de marchandises qu’il transportait. Cette tâche était en principe réalisée par des lettristes français, qui à Buenos Aires se chargeaient de peindre les lettres des enseignes commerciales. Cependant, face aux délais parfois prolongés de réalisation de ces lettres, le patron de l’atelier de Paseo Colón confia à Brunetti et à Pascarella, qui avaient vu comment les Français s’acquittaient de cette tâche, le soin d’exécuter lesdites lettres, travail lors duquel Pascarella se distingua en créant les dénommés firuletes (fioritures) qui ornent les cartouches et qui s’imposèrent ensuite comme élément caractéristique du style fileteado.
On en vint à appeler fileteador le peintre qui décorait les chariots, puisqu’il accomplissait le travail avec des pinceaux à poils longs, soit des pinceaux à filetear, mot dérivé du latin filum, qui signifie fil ou bord d’une moulure, ou, dans les arts décoratifs, une ligne fine servant d’ornement, en français filet.
S’agissant d’un travail à exécuter une fois achevée la construction du chariot, mais immédiatement avant le paiement par le client, impatient de pouvoir disposer de son outil de travail, il y avait lieu d’expédier l’opération du fileteado avec rapidité.

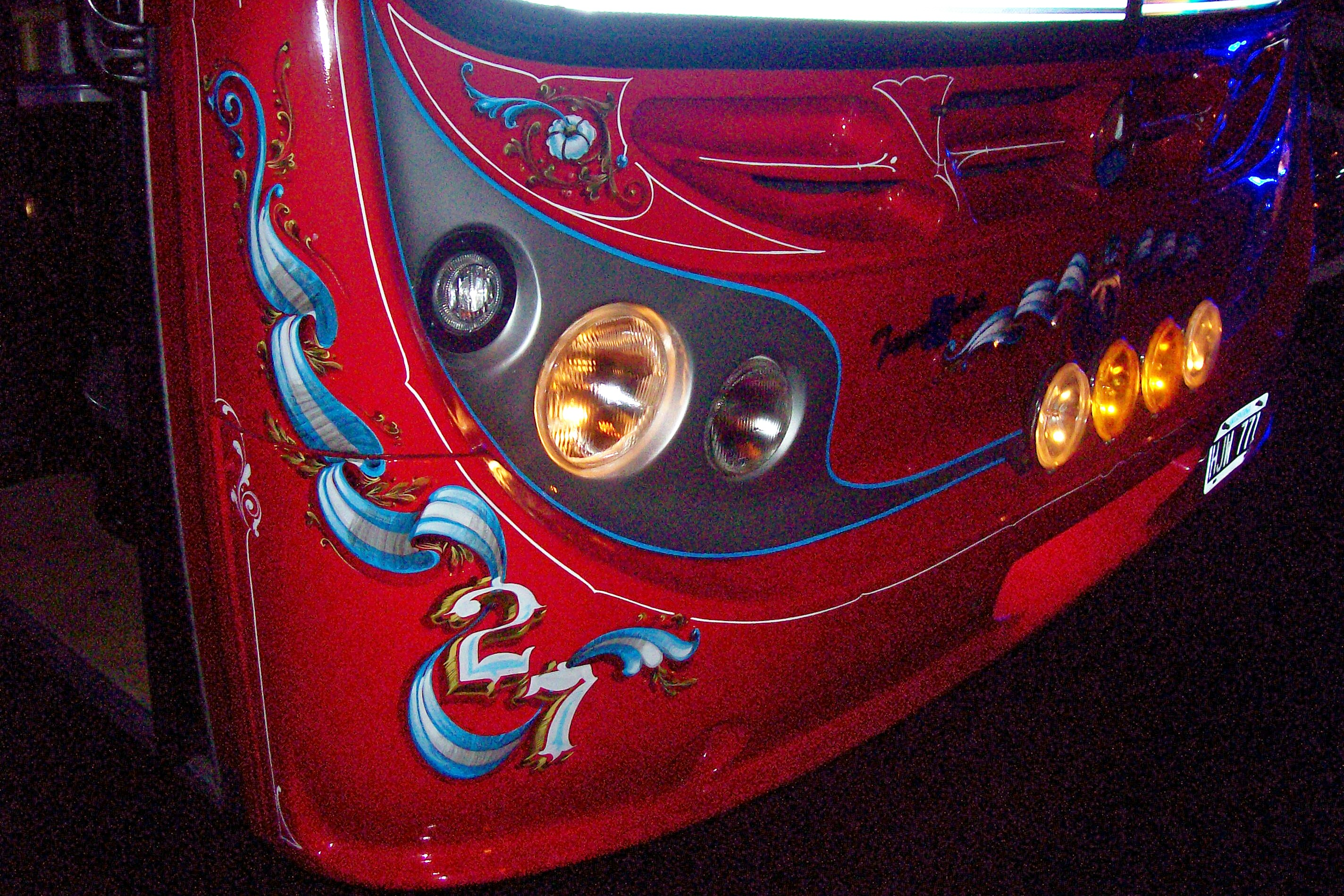
Fileteado sur un autobus moderne.

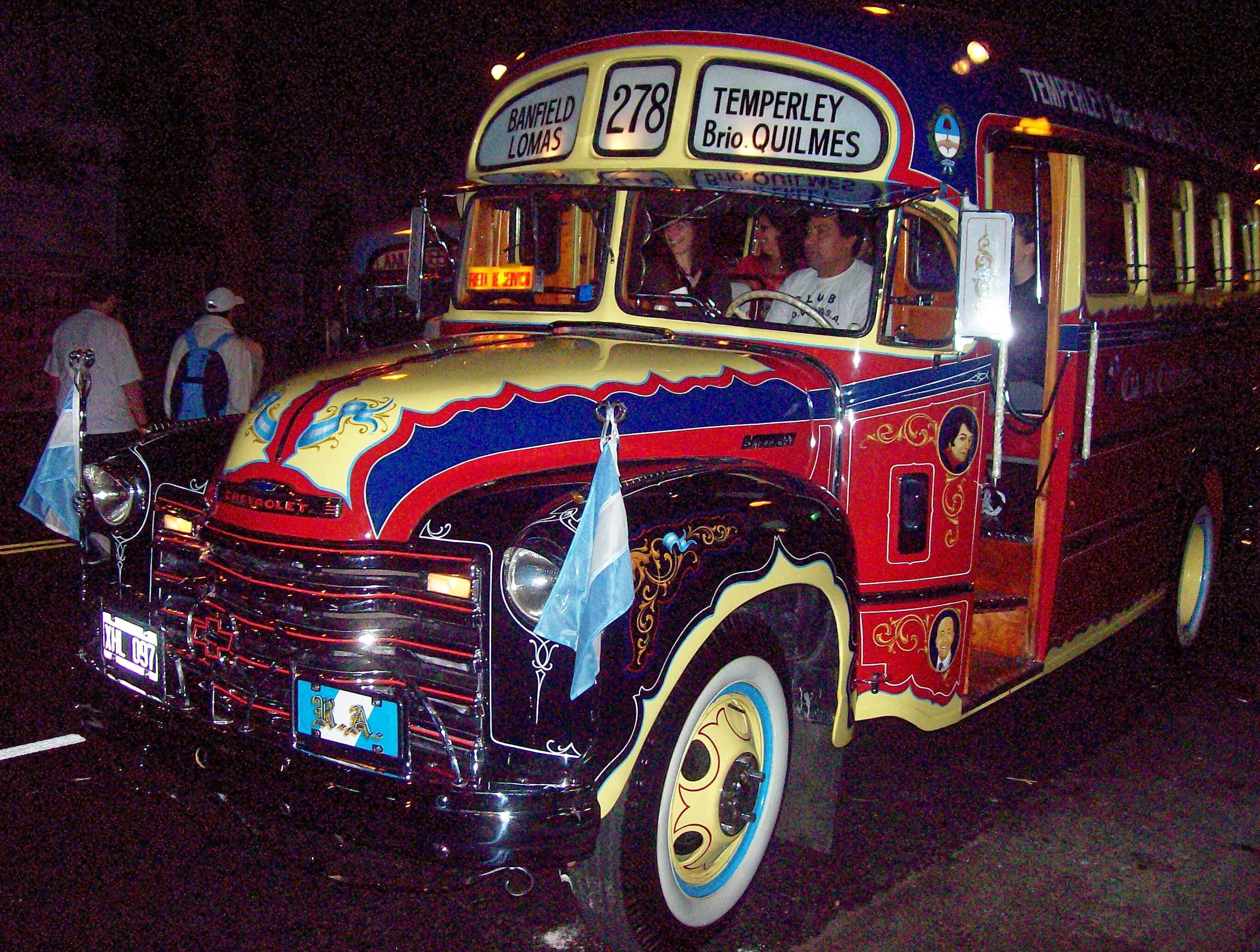
Autobus de 1947.

Surgirent alors des spécialistes virtuoses comme Ernesto Magiori et Pepe Aguado, ou des artistes comme Miguel Venturo, fils de Salvador Venturo. Ce dernier, capitaine dans la marine marchande italienne, s’installa à Buenos Aires après sa mise à la retraite, et s’y consacra au fileteado, en intégrant des motifs et des idées de son pays d'origine — au XIXe siècle, il était courant, e.a. en Sicile, d’embellir les chariots et charrettes avec une ornementation qui s’apparente au fileteado portègne. Son fils Miguel suivit des cours de peinture et améliora la technique de son père ; il est considéré par beaucoup de fileteadores comme le peintre qui donna sa forme actuelle au filete. C’est à lui en effet que l’on doit l’introduction d’oiseaux, de fleurs, de diamants et de dragons comme motifs accompagnant le dessin des lettres sur les portières des camions. Face au risque de taxation qu’entraînaient des cartouches trop grands, Miguel imagina de les faire plus petits, mais décorés de motifs symétriques, constitués de fleurons et de dragons, afin d’en augmenter le pouvoir d’appel, concept qui se maintint ensuite pendant longtemps.

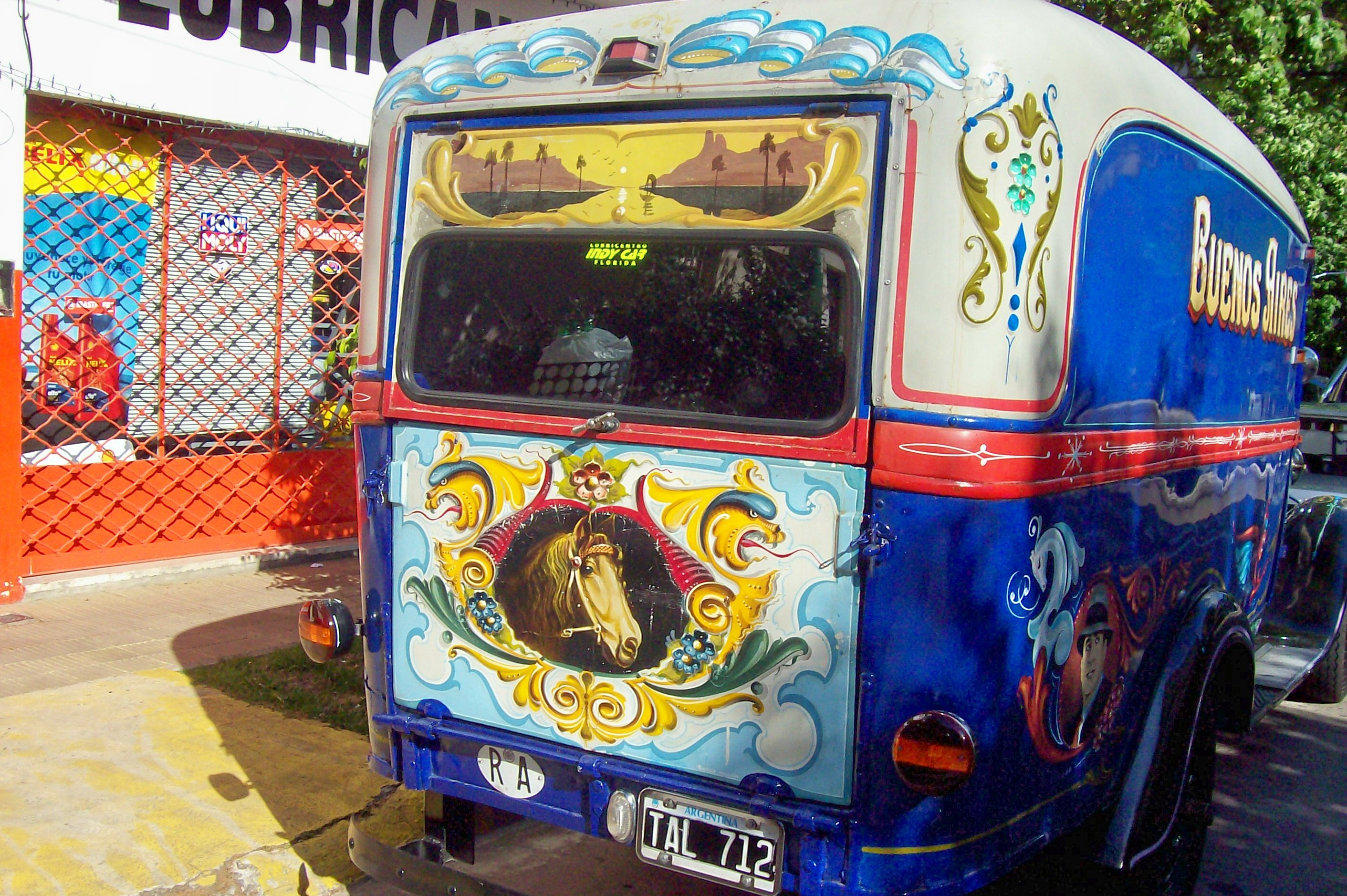
Ford modèle 31 AA orné de filetes à la mode d’autrefois.

L’avènement de l’automobile provoqua la fermeture des ateliers de carrosserie établies en dehors des villes, raison pour laquelle les chariots et sulkys des campagnes devaient être conduites vers les villes en vue d’occasionnelles réparations. Celles-ci étant mises à profit pour décorer les voitures de fileteado, le filete passa de la sphère urbaine à celle rurale, et il devint courant de voir des chariots campagnards peints en vert et noir avec des filets vert-jaune. Pablo Crotti était un expert dans l’équipement et la fabrication de voitures à chevaux ; son atelier, situé près du quartier portègne de Floresta, était l’un des plus réputés de son époque.
Le camion automobile élimina de la scène l’antique voiture de transport de denrées, et les fileteados primitifs qui ornaient celle-ci se perdirent pour toujours, personne en effet n’ayant pris la peine d’en conserver un exemplaire pour la postérité. D’autre part, le camion, pour être beaucoup plus grand et compter de nombreux recoins, renfoncements etc., représentait tout un défi pour le fileteador. Dans les entreprises de carrosserie étaient employés des charpentiers, des forgerons, des peintres (pour la couche de fond), et des fileteadores. Elles se trouvaient essentiellement dans les quartiers de Lanús, de Barracas et de Pompeya. Le camion entrait à l’atelier avec son châssis et sa cabine d’usine, et il s’agissait alors de procéder au montage de sa caisse de chargement, qui pouvait être en bois dur de tabebuia ou en bois de sapin, préalablement bien poli pour en rehausser l’impression de qualité, mais en réalité appelé à durer beaucoup moins longtemps. Ensuite, le forgeron façonnait les ferrures, créant ainsi des ornements. Le fileteador était mis à contribution en fin de processus. Se tenant sur un échafaudage, il avait coutume de décorer les tablettes de bois latérales avec des motifs floraux et des dragons, tandis que l’ornementation du panneau principal se faisait sur la base d’un sujet donné proposé par le propriétaire. Le fileteador signait sur le panneau ou à côté de la mention de l’atelier de carrosserie.
Lorsque les autobus de Buenos Aires cessèrent d’avoir la taille d’une voiture de tourisme pour devenir une sorte de camion modifié propre à transporter des personnes, l’on se mit à le décorer de filetes. La surface à peindre, étant métallique et dépourvue de subdivisions comme celle de la caisse de chargement d’un camion, donna lieu à un filete plus élémentaire, sans figures ; en contrepartie, un usage abondant était fait d’arabesques et de frises, disposées horizontalement et faisant tout le tour de la carrosserie de l’autobus. La dénomination de la firme de transport s’y inscrivait en caractères gothiques, tandis que pour représenter le numéro du véhicule on associait à ce numéro l'objet ou le concept qui lui est attaché dans la quiniela, type de loterie spécifiquement argentin, où à chaque nombre correspond une entité particulière (le bateau, le mariage, la peur etc.). Le conducteur de l’autobus ne souhaitant pas d’ordinaire que son véhicule ressemblât à un camion de maraîcher, les fleuronnements étaient proscrits. À l’intérieur de l’autobus, la face arrière du siège du conducteur était occasionnellement aussi garnie de filetes.

## Première exposition de filete
« Cela m’étonne que les gens s’étonnent de ce qui hier n’étonnait pas. »

— Carlos Carboni à un journaliste, lors de la première exposition de filete en 1970.

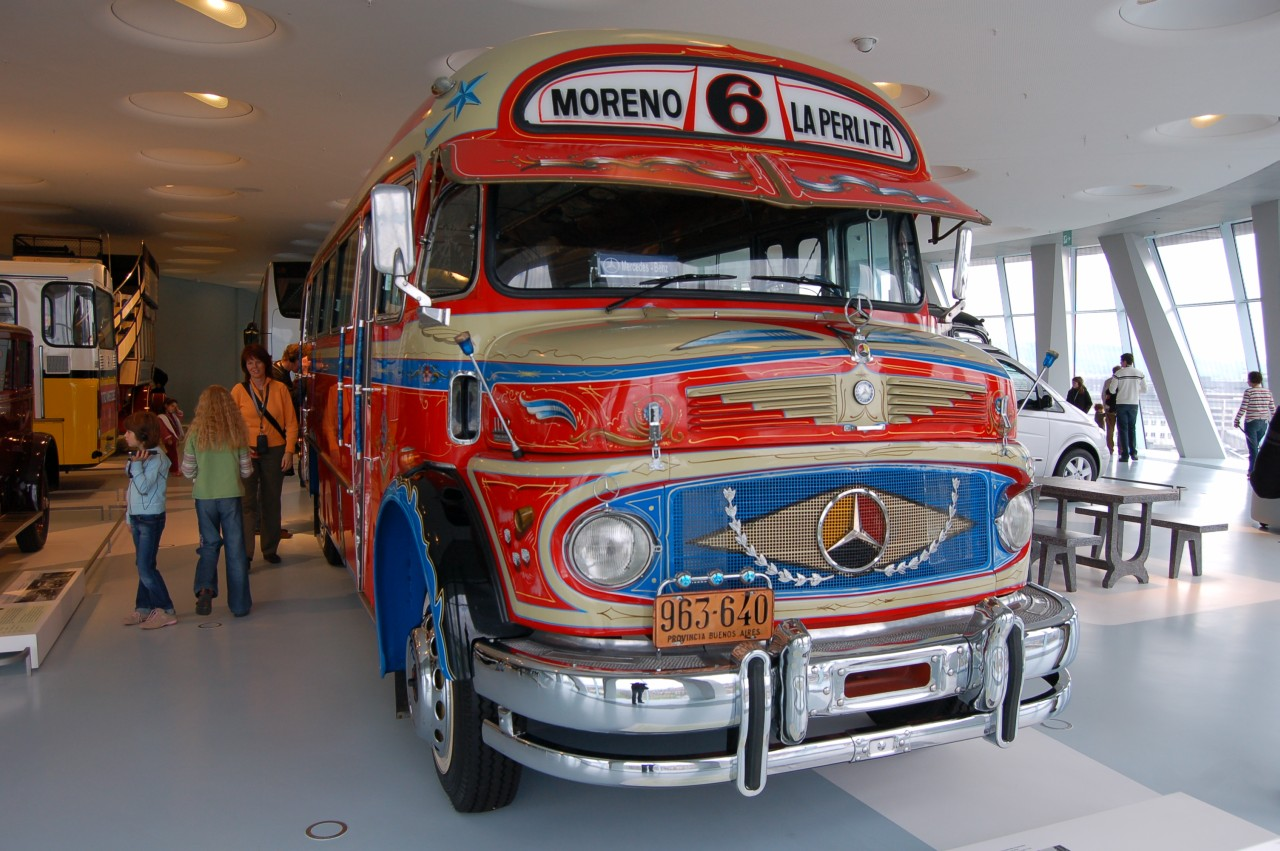
Autobus de la marque Mercedes Benz exposé au musée de ce constructeur à Stuttgart, en Allemagne.

Les dernières années de la décennie 1960 et les premières de la décennie 1970 furent une période faste pour le fileteado, car il existait alors, outre les grands maîtres de cet art, de gros camions et des autobus en quantité.
La sculptrice argentine Esther Barugel et son époux, le peintre espagnol Nicolás Rubió, qui furent les premiers à mener des recherches minutieuses sur la genèse du fileteado, organisèrent le 14 septembre 1970, à la galerie Wildenstein à Buenos Aires, la première exposition de filete. Certes, à ce moment-là déjà, l’on ne trouvait plus de panneaux décorés de filete remontant à l’époque des chariots à chevaux. L’exposition, où l’on remarquait en particulier la présence du fileteador Carlos Carboni, fut un succès et eut pour effet que les Portègnes se mirent à apprécier ce qu’ils voyaient quotidiennement circuler dans les rues, mais à quoi ils n’avaient jamais jusque-là prêté attention.

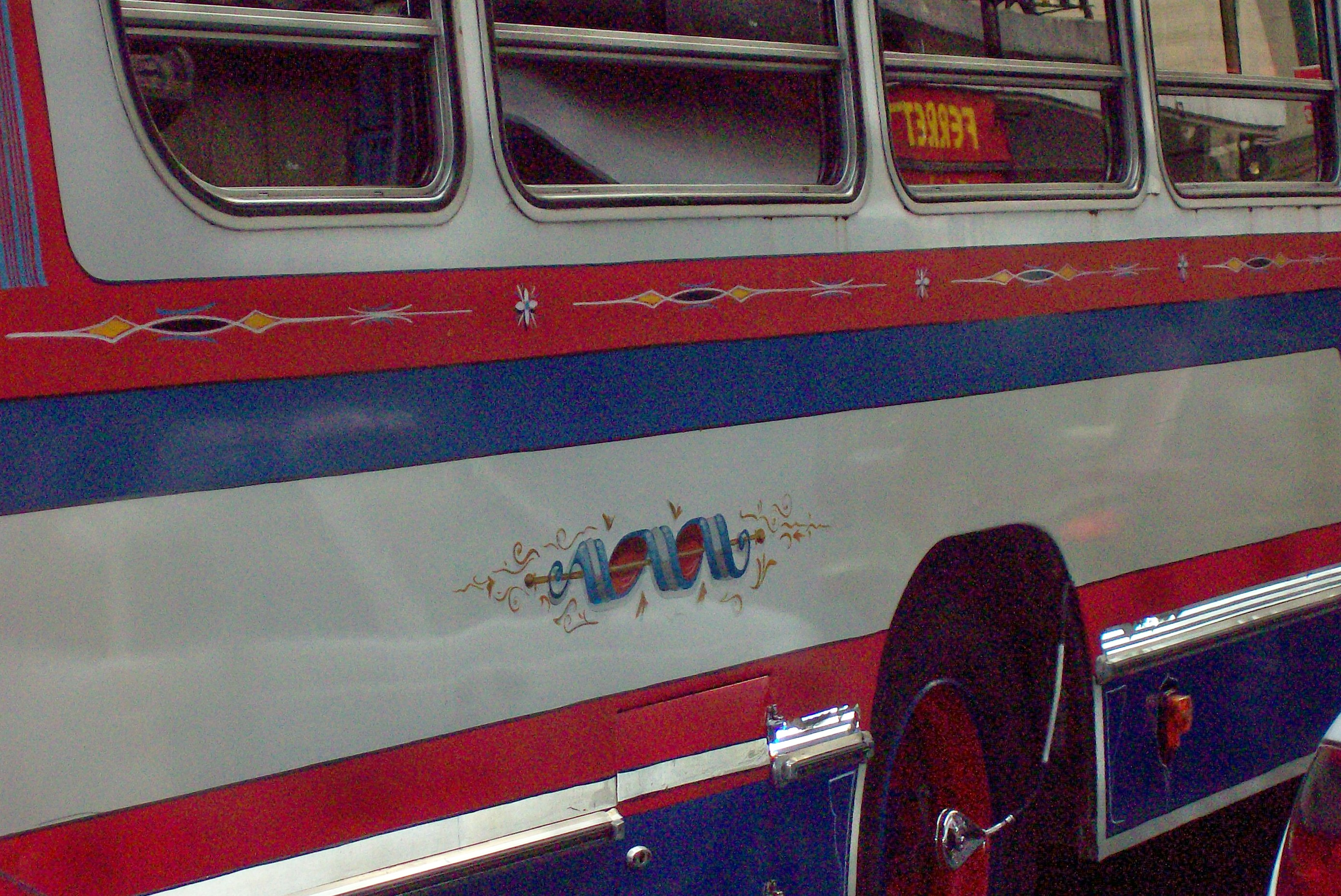
Aujourd’hui est seul permis un filete de facture simple entre les plans de couleur du toit et la partie inférieure du bus.

Le fileteado cessa dès lors d’être vu comme un simple produit artisanal ne servant que de banal ornement pour chariots et camions, et était reconnu désormais, nationalement et internationalement, comme une forme d’art digne d’intérêt et typique de la ville de Buenos Aires. Dès ce moment aussi, le fileteado s’affranchit du camion et s’universalisa pour englober tout type d’objets.
Il y eut ultérieurement une deuxième exposition, Plaza Dorrego, présentant un ensemble de camions décorés de fileteados, lesquels camions reprirent le travail le lendemain, avec leurs œuvres d’art sur les flancs, comme ils l’avaient toujours fait. Les œuvres montrées dans la galerie Wildenstein en 1970 font partie à l’heure actuelle des collections du musée municipal de Buenos Aires.
Une ordonnance de 1975, actualisée en 1985, interdit l’usage du filete dans les autobus de transports publics (à l’exception d’un simple filet entre les plans de couleur du toit et la partie inférieure), au motif qu’il serait susceptible de déconcerter les passagers désireux de lire les numéros de ligne et les trajets des autobus. Nonobstant que cette mesure mît un frein au développement du filete, et que de nos jours les rares autobus qui l’utilisent encore le fassent dans une mesure beaucoup moindre qu’autrefois, le filete parvint néanmoins à survivre et à se propager, devenant une curiosité aux yeux des étrangers.
La génération d’artistes surgie en 1970 avait su en effet impulser la diffusion de cette forme d’art et réussi à y intéresser les créateurs plus jeunes. Le fileteado commença à se peindre sur des tableaux, ce en quoi excella Martiniano Arce, suivi plus tard de Jorge Muscia. Une autre figure importante fut León Untroib, maître de fileteadores et précurseur quant à la mise en œuvre du filete dans la décoration de toutes sortes d’objets et dans le graphisme publicitaire, domaine dans lequel il y a lieu de mentionner aussi l’apport de Luis Zorz, de Miguel Gristan et, plus récemment, d’Alfredo Genovese.

## Technique

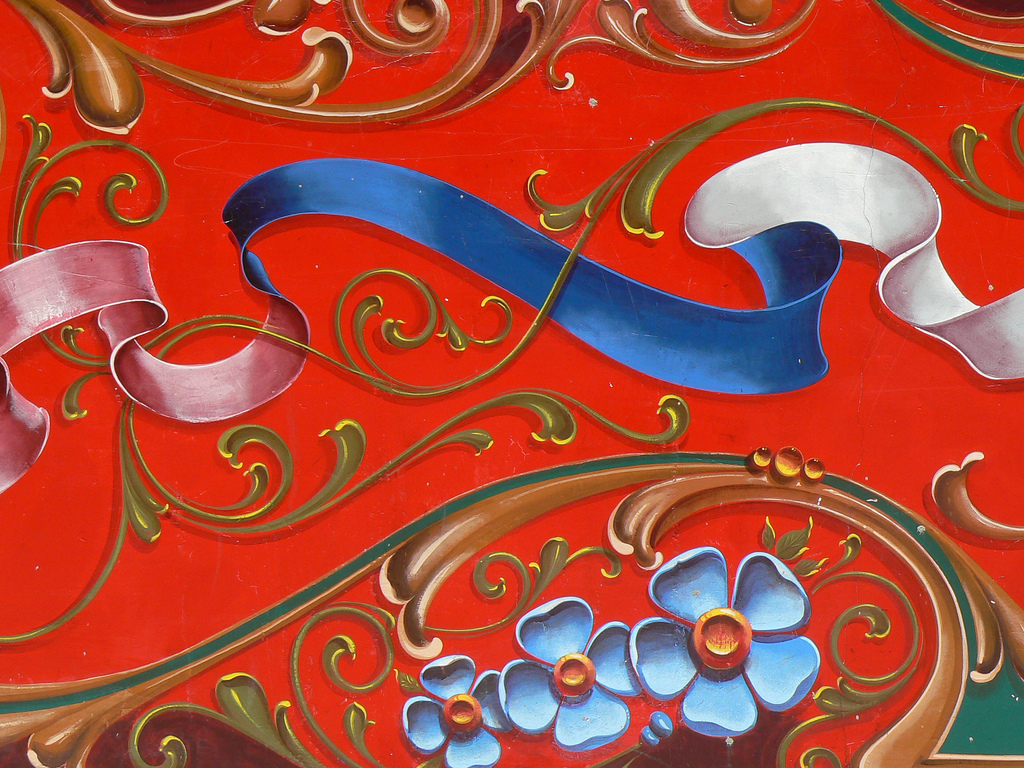
Couleurs vives et surcharge de l’espace.

Pour faire son croquis, le fileteador utilise un espúlvero, feuille de papier gras et translucide, qui lui servira de pochoir et sur lequel il trace les délinéaments de l’œuvre à créer ; le papier est ensuite perforé à l’aide d’une aiguille selon le tracé du croquis, puis fixé sur la surface à peindre ; enfin, on saupoudre de la poussière de craie ou de charbon sur le papier, à l'instar des maîtres de la Renaissance, de sorte à marquer les endroits où devront s’appliquer les traits de pinceau. Cette opération accomplie, on utilise l’envers de l’espúlvero pour parcourir les mêmes étapes sur une autre partie de la surface à peindre, de manière à obtenir la même image, mais inversée. Cette démarche permet d’obtenir les compositions symétriques, si caractéristiques du fileteado.
Pour peindre les filets droits, l’on se sert d’un pinceau à poils longs (6 cm) et manche court (ou sans manche) appelé bandita. Pour les lettres et les ornements, l’on fait appel aux pinceaux dits à lettres, aux poils de 3,5 cm de long. Dans les débuts du filteado, on employait de l’huile de lin, de la colle et des couleurs naturelles, l’émail synthétique n’ayant fait son apparition que plus tard. L’utilisation du vernis transparent fut une idée de Cecilio Pascarella ; après l’avoir mélangé avec seulement quelques gouttes de noir ou de vermillon, on l’applique sur le dessin déjà peint, suivant les traits de la peinture de base, pour atteindre ainsi un effet de relief. L’effet de volume s’obtient également en renforçant les lumières et les ombres par des brillants et des estompes.

## Caractéristiques et thèmes recurrents
Dans l’ouvrage Filete porteño d’Alfredo Genovese, l’anthropologue Norberto Cirio relève comme typiques du filteado les caractéristiques formelles suivantes :
1. Le haut degré de stylisation ;
2. La prédominance des couleurs vives ;
3. L’accentuation des ombres et le clair-obscur à l’effet de créer l’illusion de la profondeur ;
4. La prédilection pour la lettre gothique ou pour les lettres fortement décorées ;
5. La mise en œuvre quasi obsessionnelle de la symétrie ;
6. Le confinement de chaque composition dans les limites d’un périmètre défini (lequel épouse la forme du support ou d’une subdivision de celui-ci) ;
7. La surcharge de l’espace disponible (c'est-à-dire le fait d'ajouter des éléments décoratifs jusqu’à occuper uniformément la totalité de cet espace) ;
8. La conceptualisation symbolique d’un grand nombre des objets représentés (le fer à cheval comme symbole de la bonne fortune, les dragons comme symboles de force etc.).

Attendu que les fileteados étaient exécutés sur des véhicules de transport appartenant à des particuliers, ils devaient se conformer aux desiderata de leurs propriétaires. Ceux-ci, autant que les fileteadores eux-mêmes, étaient souvent des immigrants, en majorité italiens ou espagnols, d’humble condition. Pour cette raison, les motifs de la décoration procédaient généralement de désirs et de sentiments similaires, témoignant notamment de la nostalgie du pays d’origine mais aussi de la reconnaissance envers la nouvelle patrie et de l’espoir d’y améliorer ses conditions de vie par le dur labeur quotidien.
D’autre part, le fileteado ayant pris naissance dans les mêmes auberges et pensions des faubourgs de Buenos Aires d’où surgit également le tango, le fileteado puisera dans ce dernier un certain nombre de ses motifs.
Les éléments suivants tendent à revenir fréquemment dans le fileteado :
Fleurs
Symboles de beauté. Elles étaient éclairées d’en haut et comptaient communément quatre ou cinq pétales. Les fleurs de lis et les roses étaient d’occurrence plus rare. Les fleurs étaient d’ordinaire accompagnées de feuilles d’acanthe stylisées.
Navires

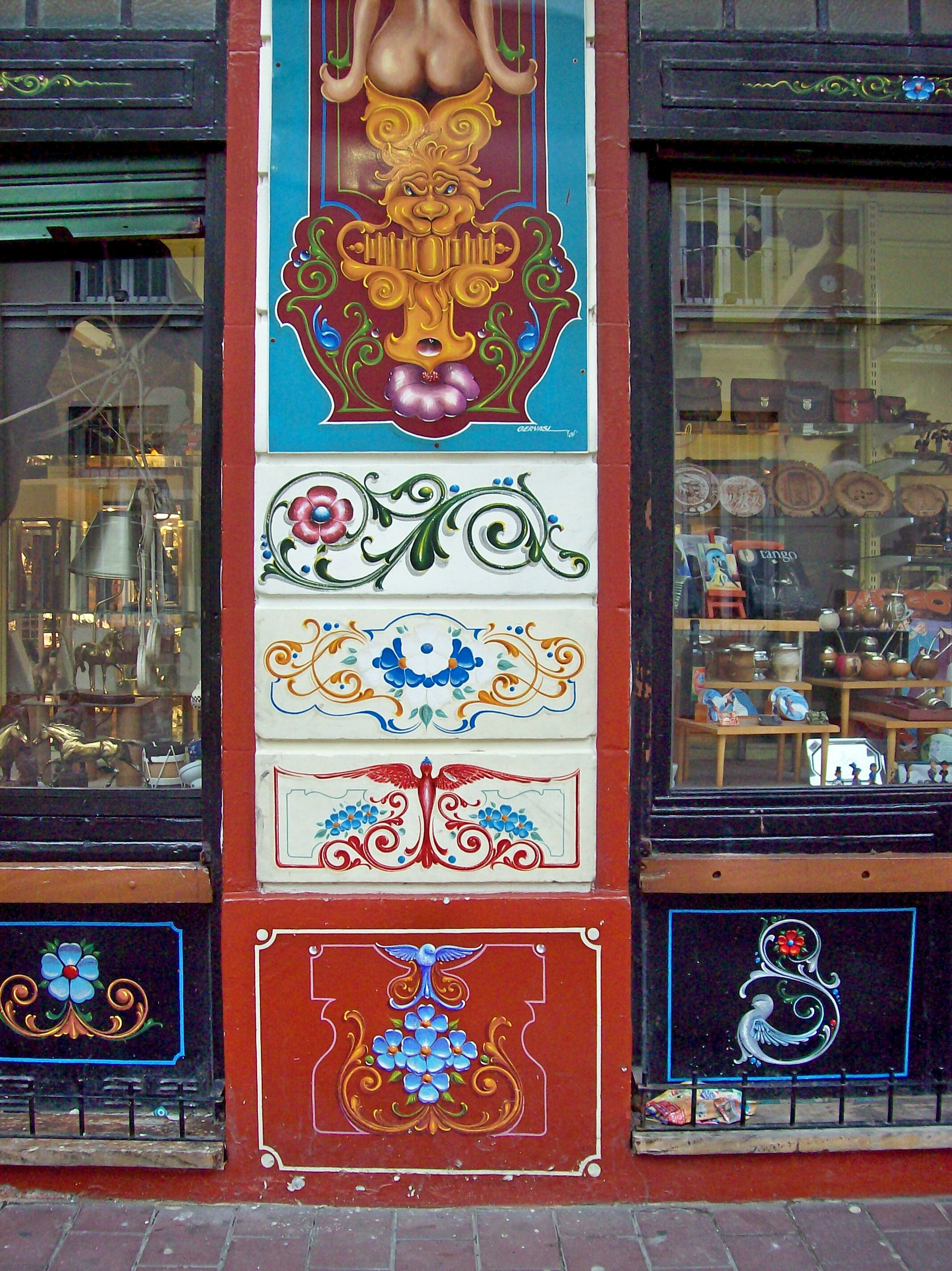
Filete d’Elvio Gervasi (Buenos Aires, angle rue Carlos Gardel et rue Anchorena.

Symboles de la nostalgie, ils exprimaient le désir de retourner au pays d’origine. Ils ne s’utilisent plus guère actuellement.
Soleil
D’un aspect semblable au Soleil de mai figurant sur le blason national argentin. Parfois représenté comme un soleil levant, suggérant l’idée de prospérité.
Scène de théâtre

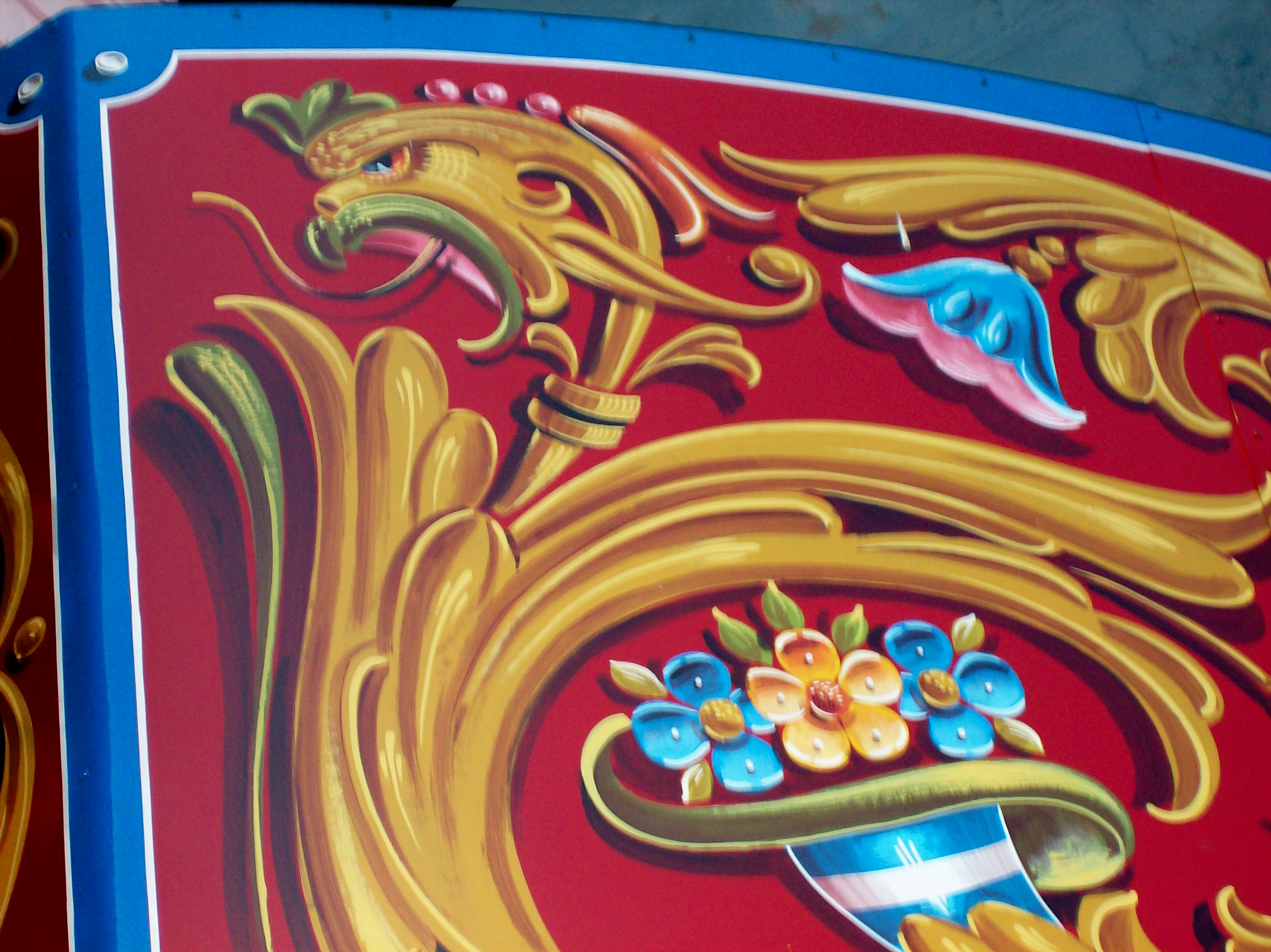
Le dragon, animal fictif très récurrent.

Deux rideaux entr’ouverts, comme sur une scène de théâtre, laissant voir les initiales du propriétaire du véhicule.
Mains entrelacées
Généralement assorties de quelque allusion à la célèbre phrase figurant dans l’épopée en vers Martín Fierro de José Hernández : « Que les frères soient unis, car cela est la loi première...»
Personnages

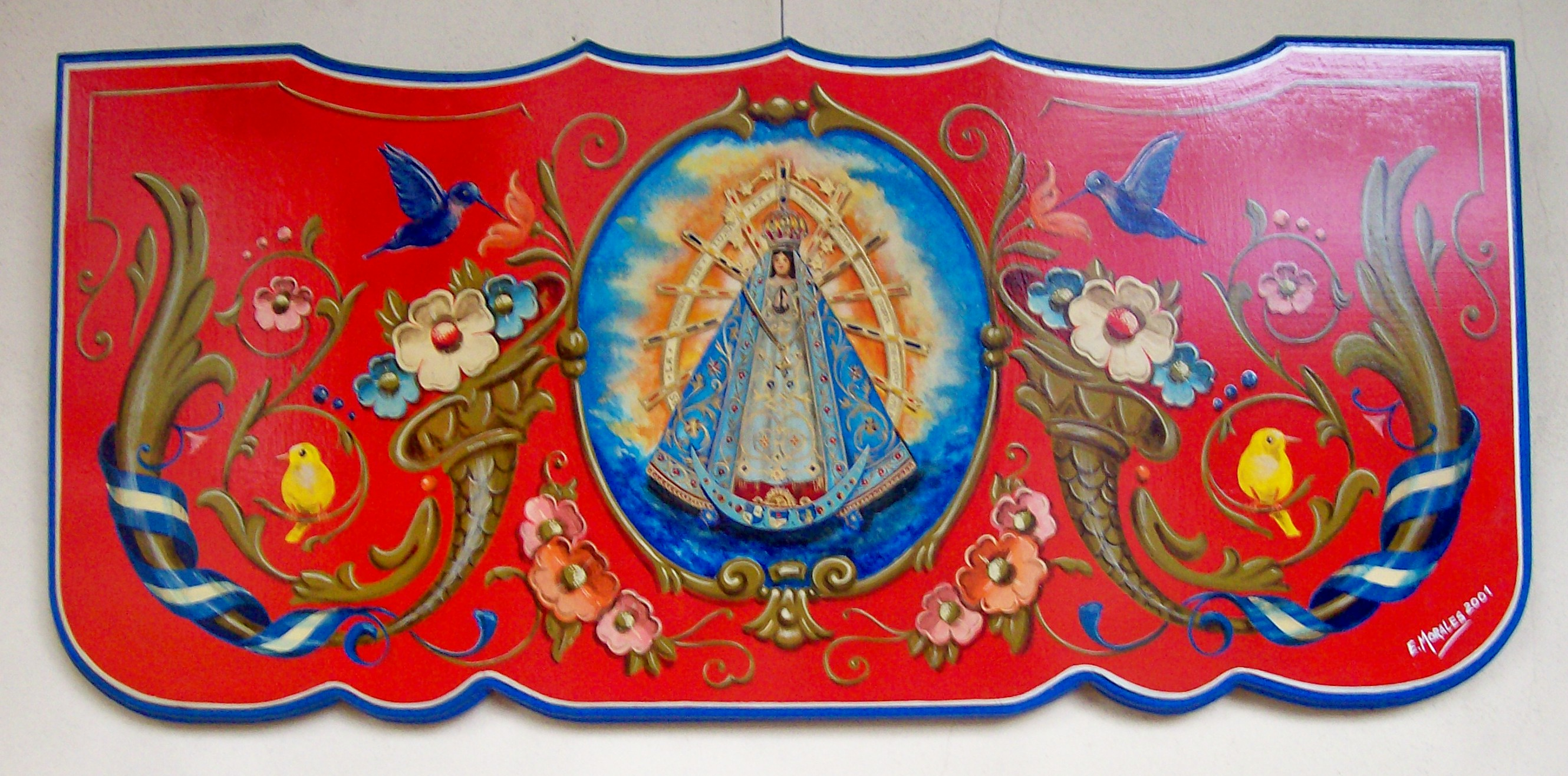
Vierge de Luján.

Essentiellement l’effigie de l’idole du tango Carlos Gardel ou celle de Notre-Dame de Luján, patronne de l’Argentine et protectrice des routes.
Rubans, drapeaux et torsades
L’un ou l’autre de ces éléments était présent dans toutes les œuvres, souvent avec les couleurs de l’Argentine (bleu ciel et blanc), accompagnées parfois de celles d’un autre pays ou d’un club de football.
Animaux

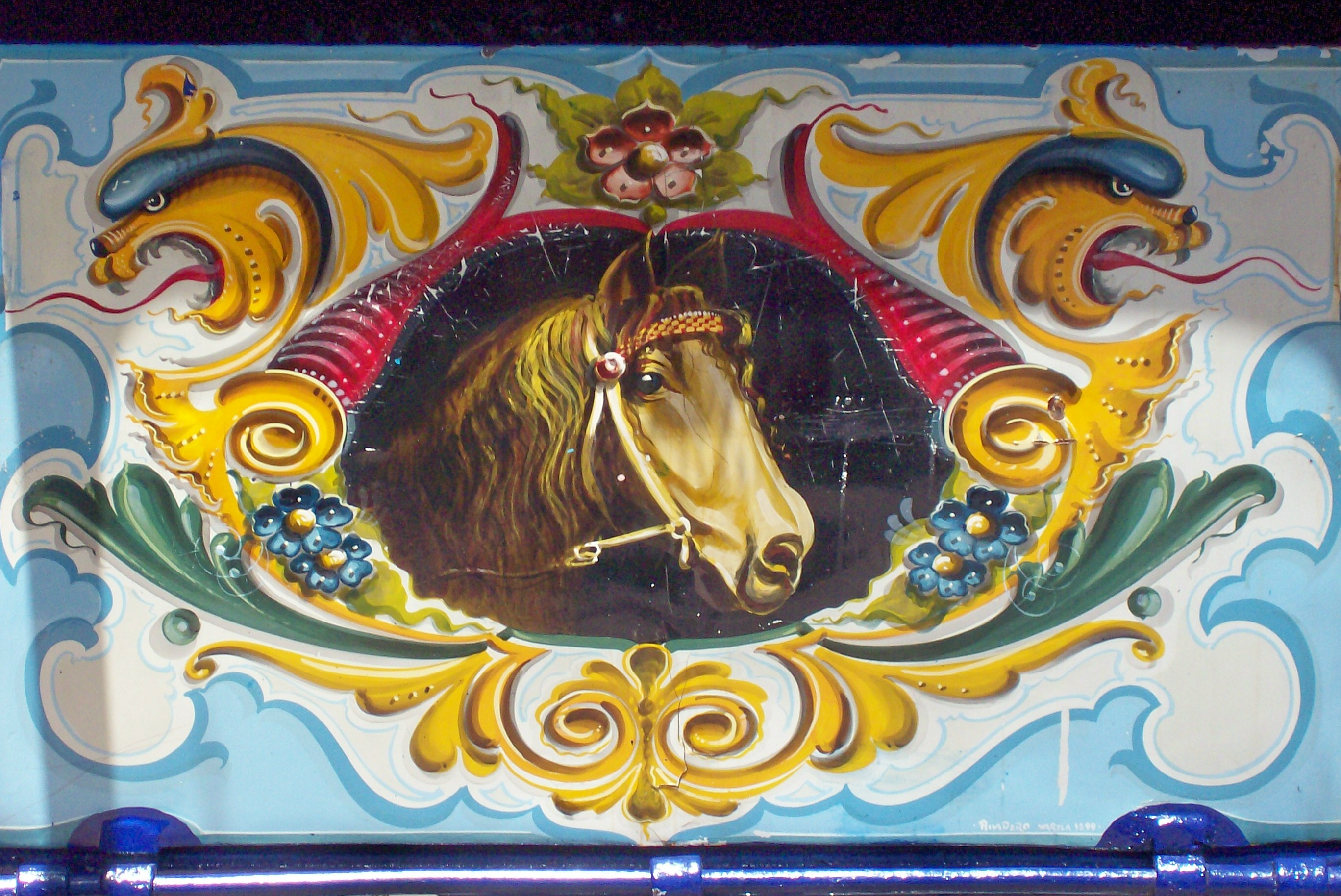
Le cheval, l’un des animaux les plus sollicités.

- Fictifs : tels qu’oiseaux d’espèces inexistantes ou que dragons, emblèmes de férocité ou de virilité, allégorie du machisme portègne, dont on pense que c’est Miguel Venturo qui les introduisit, s’étant laissé inspirer par la façade du Teatro Nacional Cervantes de Buenos Aires.
- Réels : essentiellement le lion, symbole de fermeté face à l’adversité. Également le cheval, généralement le cheval de course, qu’enserrait un fer à cheval porteur de chance, ou dans quelques cas le cheval criollo.

Les objets dépeints apparaissent généralement entourés de filigranes, d’arabesques, de houppes, de parchemins, de calices ou de cornes d’abondance.

## Lettrage et maximes
« Sagesse de la brièveté. »

— Jorge Luis Borges, au sujet des inscriptions dans les œuvres de fileteado.
Les caractères gothiques, appelés letras esgrósticas par les fileteadores, et les caractères cursifs étaient les caractères de prédilection des praticants de cet art. Selon les frères Enrique et Alfredo Brunetti (fils du susmentionné Vicente Brunetti), la gothique fut choisie pour la simple raison qu’elle figurait dans tous les manuels de typographie ; une autre version tient cependant que ce choix fut déterminé par la présence de cette typographie sur les billets de banque argentins ; il est un fait que la gothique fut acceptée par les clients, à qui revenait la décision en définitive. Au surplus, ce type d’écriture reflétait plutôt bien l’âpreté du monde du camion et, en donnant au véhicule un aspect tridimensionnel et en s’entourant d’arabesques, avait le pouvoir d’accrocher le regard.
Quant aux inscriptions, les auteurs n’en étaient pas les fileteadores eux-mêmes, quand ce n’étaient pas les exploitants des véhicules. En général, on les traçait à l’avant, en manière de présentation (« Le Sans-pareil », « Je me présente ainsi », etc.), ou à l’arrière, où l’on trouvait souvent les plus originales. C’étaient des rimes ou des légendes sur les thèmes les plus divers, tantôt amusantes, tantôt philosophiques, provocantes ou galantes, et liées aux thématiques suivantes :
- Conduite :

- À force de travail le déchu se relève.
(A fuerza de trabajar el caído se levanta)
- Moralité :

- La vie, comme les dés, marque ses points.
(La vida, como los dados, tiene los puntos marcados.)
- La vie est comme l’oignon, il faut le peler en pleurant.
(La vida es como la cebolla, hay que pelarla llorando.)
- Fatalité :

- L’homme est feu, la femme étoupe, le diable vient et souffle.
(El hombre es fuego, la mujer estopa, viene el diablo y sopla.)
- Orgueil :

- Je rends grâce à Dieu d’être... Argentin jusqu’à la mort !
(A Dios bendigo la suerte de ser...¡Argentino hasta la muerte!.)
- Ni milonga ni tango, c’est avec ceci que je gagne la croûte.
(Qué milonga ni que tango, con esto me ganó el mango.)
- Amour :

- Moi, c’est avec tes yeux que je m’allume.
(Con tus ojos yo me alumbro.3)
- Il faut s’endurcir, mais ne perdre la tendresse jamais.
(Hay que endurecerse, pero perder la ternura jamás.)
- Tango :

- Là où chante ce merle... les grives font la queue.
(Donde canta este zorzal...hacen cola las calandrias.)
- Je suis né pour la boue comme Arolas pour le tango.
(Yo nací para el fango como Arolas para el tango.)
- Publicité :

- De Avellaneda à la Lune, boisson pareille au Soda Fernández il n’y a aucune.
(De Avellaneda a la Luna, como Soda Fernández no hay ninguna.)
- Outrecuidance :

- J’ai tué la mer Morte.
(Yo maté al Mar Muerto.)
- Au final, moi premier.
(Al final, primero yo.)
- Machisme :

- Heureux Adam qui n’avait pas de belle-mère.
(Feliz de Adán que no tuvo suegra.)
- Les belles-mères se domptent à domicile.
(Se doman suegras a domicilio.)
- Si votre fille souffre et pleure, c’est pour le gars que voici, madame.
(Si su hija sufre y llora, es por este pibe señora.)
- Plaisanterie :

- Ne remets pas à demain ce que tu peux boire aujourd’hui.
(No dejes para mañana lo que puedas beber hoy.)
- Je ne serai jamais docteur... mais du moins ai-je deux plaques.
(No seré doctor...pero tengo dos chapas.)

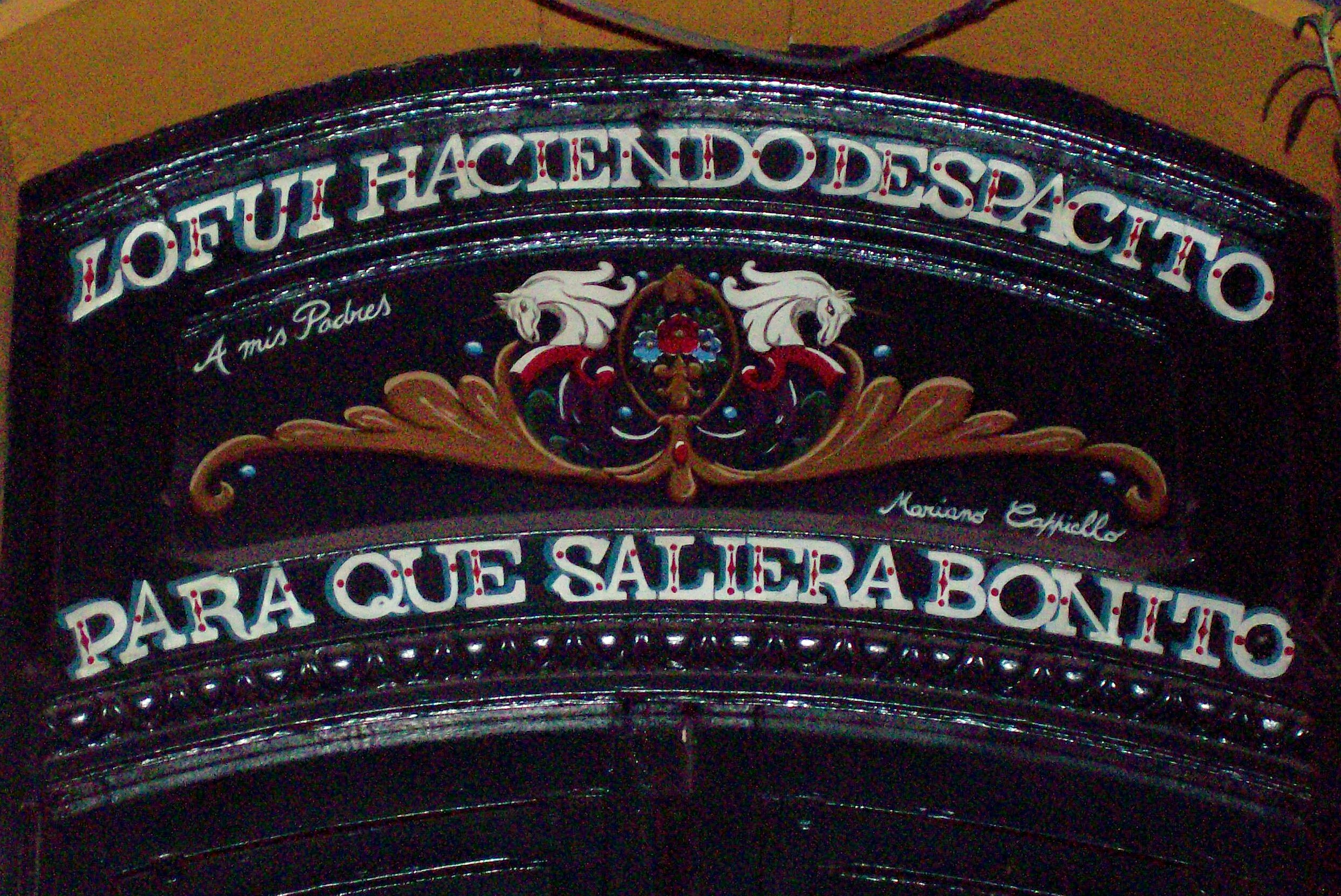
Fileteado sur la façade d'une quincaillerie.

Quelques-unes de ces inscriptions attirèrent l’attention de Jorge Luis Borges, qui rédigea à leur propos un article dans Evaristo Carriego, contribuant ainsi à leur divulgation.

## Les maîtres du fileteado

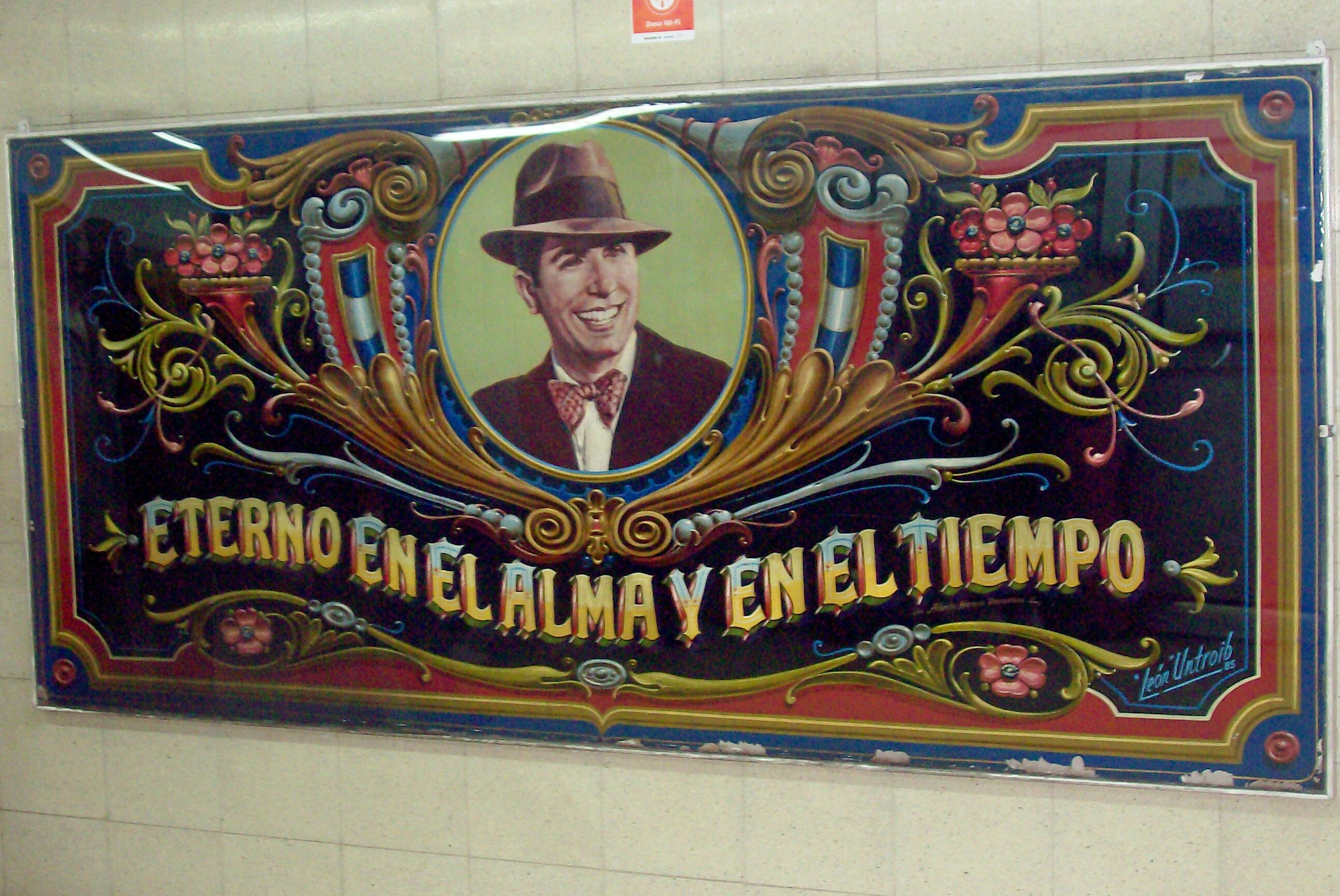
Œuvre de León Untroib dans la station de métro Carlos Gardel à Buenos Aires.

Parmi les meilleurs exposants de cet art — les maîtres fileteadores, ainsi que les ont désignés les essayistes Nicolás Rubió et Esther Barugel — il y a lieu de citer en premier lieu ceux qui furent les premiers fileteadores de l’histoire du filete : Salvatore Venturo, Cecilio Pascarella, Vicente Brunetti, Alejandro Mentaberri, Pedro Unamuno, et le renommé Miguel Venturo ; une deuxième génération regroupe les artistes Andrés Vogliotti, Carlos Carboni, León Untroib, les frères Brunetti, les frères Bernasconi, Enrique Arce, Alberto Pereira, Ricardo Gómez, Luis Zorz et Martiniano Arce, ce dernier méritant une mention spéciale comme rénovateur du genre pour avoir mis en œuvre le fileteado dans la peinture de tableau et avoir obtenu au long de sa carrière une solide reconnaissance dans les milieux de l’art.
Dans la nouvelle génération se détache plus particulièrement Jorge Muscia, en raison des récompenses qui lui furent décernées et de ses nombreuses expositions à l’étranger, et les fileteadores Alfredo Genovese, Elvio Gervasi, Miguel Gristan, Adrián Clara, José Espinosa, Alfredo Martínez, Sergio Menasché, entre autres, qui continuent jusqu’à aujourd’hui de pratiquer cet art. À partir de la décennie 1990, un certain nombre de femmes ont rejoint les rangs des fileteadores.

## Le fileteado de nos jours

### Renouveau

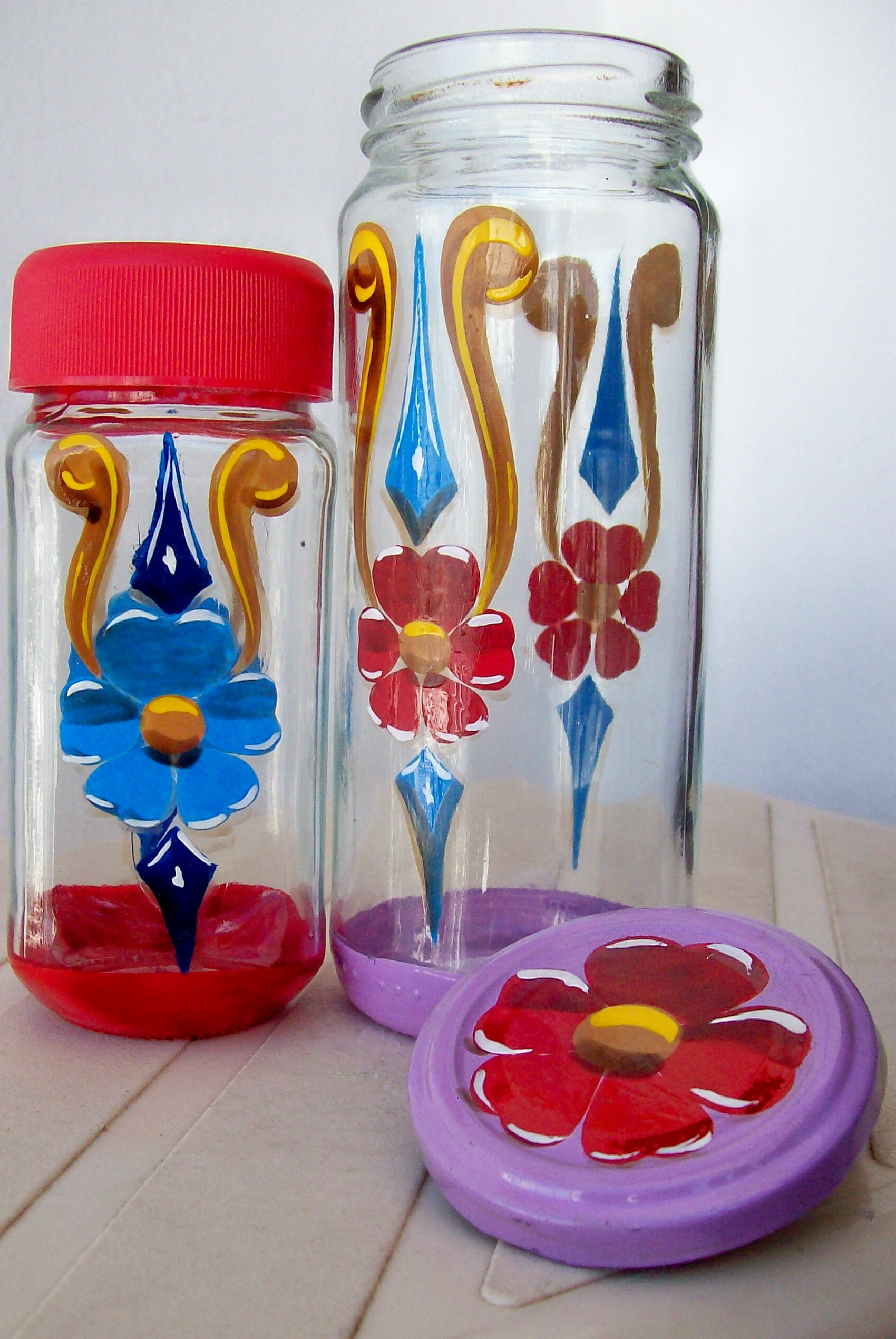
Flacons décorés de fileteado.

Le renouveau du fileteado est dû largement à l’ingéniosité et à la créativité de ceux qui surent trouver de nouveaux supports pour y exercer leur art. Ainsi compte-t-on, parmi les nombreuses surfaces sur lesquelles le filetado est parvenu à se propager, non seulement les murs de la ville, mais aussi les vêtements, les bouteilles, les pochettes de CD, et jusqu’à la peau humaine, à travers la pratique du tatouage. Une campagne publicitaire pour la chaîne de télévision Much Music mit à contribution les corps des présentateurs et des musiciens, couverts pour l’occasion de fileteados par les soins d'Alfredo Genovese.

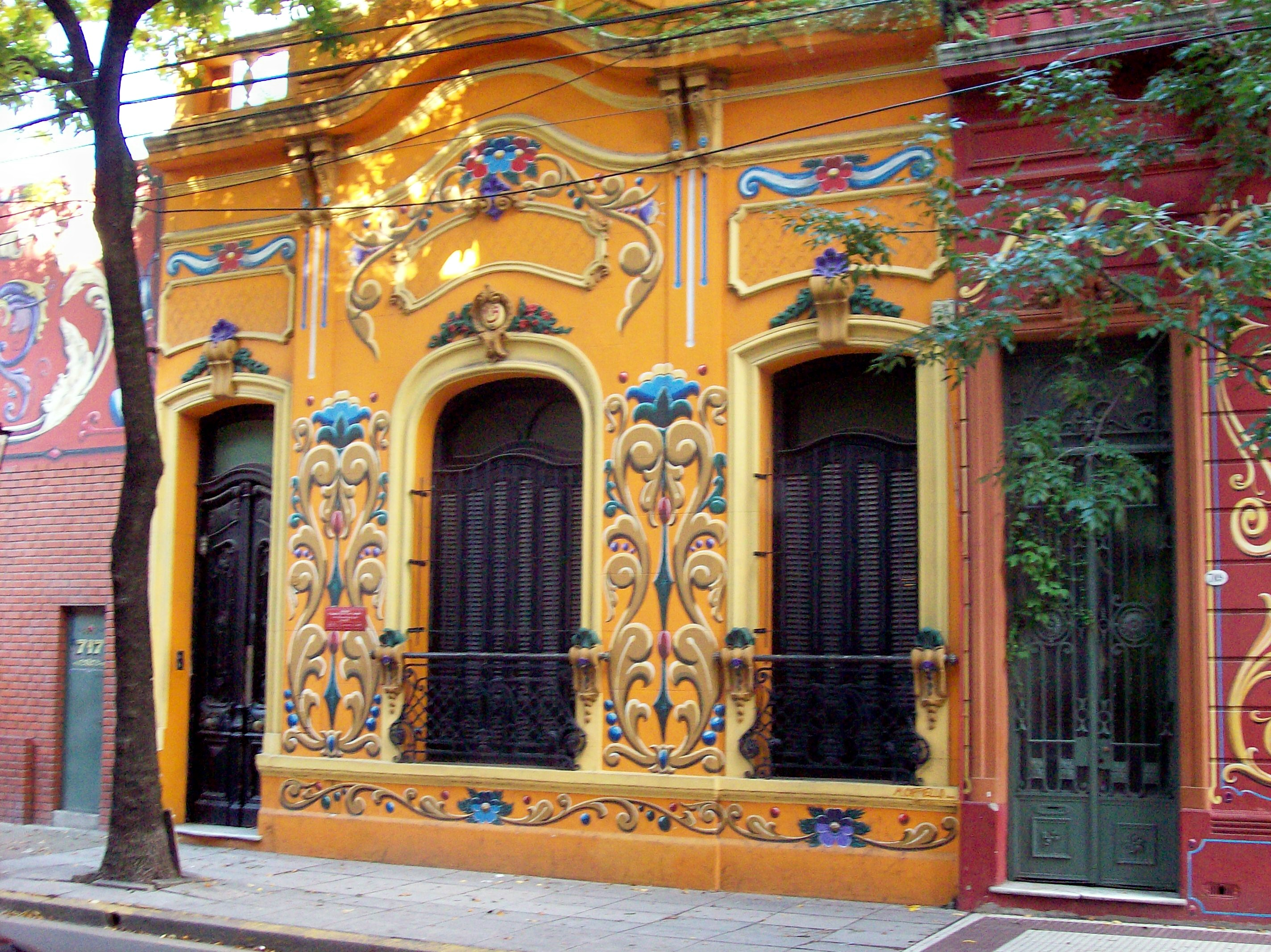
Façade décorée de fileteado rue Jean Jaurès à Buenos Aires.

Jorge Muscia réussit à donner au filteado une importante résonance internationale en organisant mainte exposition de ses œuvres en Europe, au Mexique et aux États-Unis. De même, les réalisations de Martiniano Arce, qui contribua à ce que le fileteado trouve le chemin du chevalet, ont parcouru le monde.
Entre 2003 et 2004, le musée Carlos Gardel organisa le concours El Abasto y el fileteado porteño (l’Abasto étant l’ancien marché de gros de Buenos Aires, dans le bâtiment duquel se trouve hébergé actuellement ledit musée) à l’occasion de son premier anniversaire et au titre de volet particulier du VIe Festival Buenos Aires Tango 2004. L’endroit choisi était la rue Jean Jaurès, plus exactement l’îlot entre les nos  701 et 799 (entre les rues Zelaya et Tucumán), dans lequel se situe le susmentionné musée et qui fut autrefois le lieu de résidence de Carlos Gardel, idole du tango de Buenos Aires. Des 80 artistes inscrits au concours, un jury composé d’architectes, d’artistes et d’habitants du quartier en retinrent six, qui purent alors réaliser leurs projets sur la façade de chacun des immeubles proches du musée, les propriétaires de ceux-ci s’étant engagés à garder intactes les façades ainsi décorées pour une durée d’un an au moins.

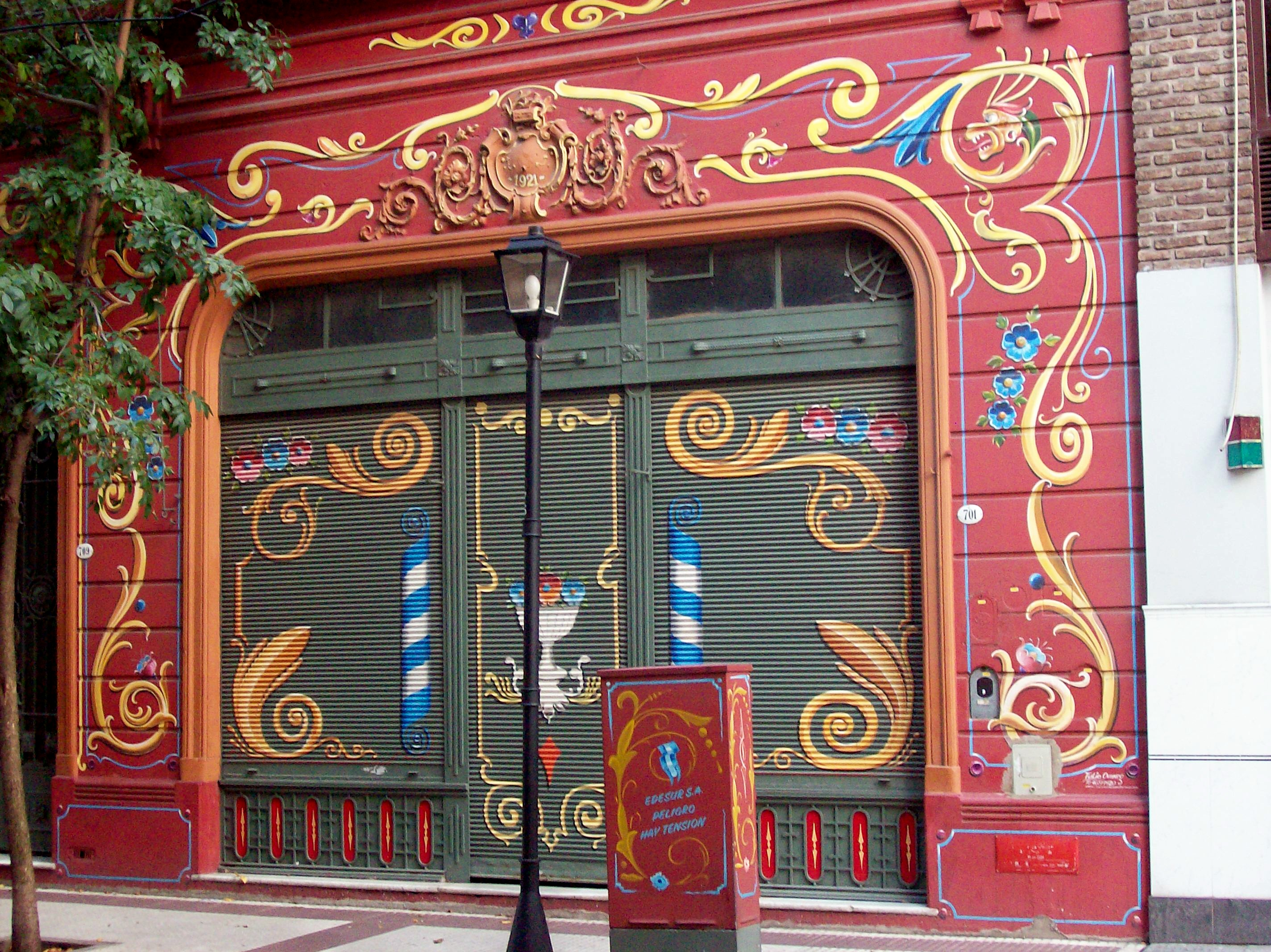
Façade décorée de fileteado rue Jean Jaurès.

En 2006, à la suite de l’adoption de la loi 1941 sous l'impulsion du député Norberto La Porta, la législature de la ville de Buenos Aires déclara le fileteado « patrimoine culturel » de la ville,. Par ailleurs, lors d’une cérémonie qui se tint dans le traditionnel café Tortoni, La Porta plaida pour l’abrogation du susmentionné décret de 1975 interdisant le filete sur les autobus des transports en commun de Buenos Aires.

### Fileteadoras
« Les femmes sont comme l’oiseau Phénix, car elles ont fait revivre le filete. Depuis qu’elles ont pris les pinceaux, eh bien... allez le chanter à Carlos Gardel. »

— Maître Ricardo Gómez
Le fileteado fut inventé — puis, pendant de longues décennies, pratiqué exclusivement — par des hommes, et aujourd’hui encore, les fileteadores les plus en vue sont masculins. Jusqu’il n’y a guère, les commanditaires d’œuvres étaient camionneurs ou chauffeurs d’autobus, offices considérés alors impropres à la gent féminine. Cependant, à partir de la décennie 1990, les femmes, qui n’étaient jamais apparues dans le fileteado autrement que comme effigie de la mère, de la vierge Marie ou comme sirène, se mirent à s’y intéresser elles aussi et à le pratiquer. Le problème était qu’il n’existait quasiment pas de possibilités de formation (le fileteado s’étant en effet transmis jusque-là de génération à génération, c'est-à-dire de père en fils) tandis qu’en même temps les lieux se raréfiaient où le fileteado trouvait encore à s’utiliser. Les rares maîtres qui voulurent s’atteler à initiation des jeunes générations furent Luis Zorz, Ricardo Gómez (le premier à mettre sur pied des ateliers de fileteado s’adressant aux femmes), Alfredo Martínez et Alfredo Genovese, ce dernier vers la fin du XXe siècle. Ces cours se signalent par ceci que les femmes étaient, et sont encore, majoritaires à y assister. Témoin de cette féminisation, une exposition regroupant des œuvres de 15 peintres fileteadoras fut organisée au musée d’Art populaire José Hernández sous la direction de Ricardo Gómez, en septembre 2003.

## Jour du filete
Le 14 septembre se fête le jour du fileteado portègne (en esp. día del fileteado porteño), en commémoration de la première exposition de filete, évoquée ci-haut, qui fut inaugurée à cette date, en 1970 à Buenos Aires, dans la galerie Wildenstein.

## Articles et ouvrages consultés
- (es) Esther Barugel et Nicolás Rubió, Los Maestros Fileteadores de Buenos Aires, Fondo Nacional de las Artes (Argentina), 2005, 2e édition (ISBN 950-9807-04-4)
- (es) Esther Barugel et Nicolás Rubió, El Filete Porteño, Maizal ediciones, 2004 (ISBN 987-9479-20-3)
- (es) Martiniano Arce, El Arte del Filete, Deldragón, 2006 (ISBN 950-9015-10-5)
- (es) Alfredo Genovese, Filete porteño, Buenos Aires: Comisión para la Preservación del Patrimonio Histórico Cultural de la Ciudad Autónoma de Buenos Aires, 2007 (ISBN 978-987-23708-1-7) Version en PDF
- (es) El arte del fileteado porteño. Revue Recorriendo Buenos Aires no 1, août 2006. ISSN 1850-311X. Section Las mujeres fileteadoras
- (es) Raies, Esteban, Las reinas del pincel, El Federal, avril 2009, 22-31 p. (ISSN 1668-284x), chap. 260